# Raggruppamento per la Francia
Raggruppamento per la Francia (in francese Rassemblement pour la France, RPF) è un partito politico francese fondato nel 1999 da Charles Pasqua, con l'obiettivo di unire dissidenti del Raggruppamento per la Repubblica e del Movimento per la Francia.
Tra i motivi ispiratori del nuovo soggetto, si possono individuare il gollismo e l'euroscetticismo.
Il partito debutta alle elezioni europee del 1999, in occasione delle quali si presenta congiuntamente con il Movimento per la Francia di Philippe de Villiers. Inaspettatamente, la lista consegue un rilevante successo, piazzandosi al secondo posto dopo il Partito Socialista e  battendo le tradizionali formazioni di centro-destra (Raggruppamento per la Repubblica e Unione per la Democrazia Francese). I risultati sono il 13% dei voti e 13 eurodeputati.
In occasione delle elezioni presidenziali del 2002, sostiene la candidadura di Jean-Pierre Chevènement al primo turno; alle elezioni legislative del 2002, fa parte della maggioranza presidenziale di centro-destra e guadagna due seggi dell'Assemblea Nazionale.
A partire dal 2002 il partito si federa all'Unione per un Movimento Popolare.
| Controllo di autorità | VIAF (EN) 266420362 · BNF (FR) cb135388811 (data) |